# Huangdi Neijing
Huangdi Neijing (xinès tradicional: 黃帝內經, xinès simplificat: 黄帝内经, pinyin: Huángdì Nèijīng), també conegut com a Cànon Interior de Huangdi o Cànon intern de l'Emperador, és un antic text mèdic xinès que ha estat tractat com la font doctrinal fonamental per a la medicina tradicional xinesa des de fa més de dos mil·lennis. L'obra està formada per dos textos, cadascun de vuitanta-un capítols o tractats en un format de preguntes i respostes entre el mític Huangdi (Emperador Groc o més correctament Emperador) i sis dels seus ministres igualment llegendaris.
El primer text, el Suwen (素問), també conegut com a Preguntes bàsiques, s'ocupa del fonament teòric de la medicina xinesa i els seus mètodes de diagnòstic. El segon i generalment menys citat al text, el Lingshu Jing (靈樞) (Pivot espiritual), s'ocupa de la teràpia de l'acupuntura amb gran detall. En conjunt, aquests dos textos són coneguts com el Neijing o Huangdi Neijing. A la pràctica, però, el títol Neijing sovint es refereix només al més influent Suwen. Dos textos també porten el prefix Huangdi Neijing en els seus títols: el Mingtang 明堂 ("Saló de la Llum") i el Taisu 太素 ("Gran base"); ambdós han sobreviscut només parcialment.

## Descripció
El primer esment de la Neijing Huangdi es troba en el capítol bibliogràfic del Hanshu 漢書 (o Llibre dels Han, acabat en 111 CE), al costat d'un Huangdi Waijing 黃帝 外經 ("Cànon de l'Emperador Groc") que ara s'ha perdut. Un erudit mèdic anomenat Huangfu Mi 皇甫謐 (215-282 dC) va ser el primer a afirmar que el Huangdi Neijing  en 18 juan 卷 (o volums) que s'enumeren en la bibliografia Hanshu es corresponia amb dos llibres diferents que circulaven al mateix temps: el Suwen i el Zhenjing 鍼經 ("Cànon de la punció"), cadascun amb 9 llibres. Des del moment que els estudiosos creuen que Zhenjing era un dels títols anteriors de Lingshu, coincideixen que el Neijing de la dinastia Han es va fer de dos textos diferents que estan propers en el contingut de les obres que avui coneixem com la Suwen i la Lingshu.
L'Interior Clàssic de l'Emperador Groc (Huangdi Neijing,黃帝內經) és el text antic més important de la medicina xinesa, així com un llibre important de la teoria taoista i estil de vida. El text s'estructura com un diàleg entre l'emperador groc i un dels seus ministres o metges, més comunament Qibo (xinès : 岐伯), i també Shaoyu (xinès : 少俞). Una possible raó per a l'ús d'aquest dispositiu era pels autors (anònims) per evitar l'atribució i la culpa (vegeu pàgines 8-14 a Unschuld per a una exposició d'aquest).
El Neijing s'aparta de les velles creences xamàniques que la malaltia és causada per influències demoníaques. En lloc d'això els efectes naturals de la dieta, l'estil de vida, les emocions, el medi ambient, i l'edat són la raó del desenvolupament de les malalties. Segons el Neijing, l'univers consta de diverses forces i principis, com el Yin i yang, el Txi i els cinc elements (o fases). Aquestes forces poden ser compreses a través de mitjans racionals i l'home pot romandre en equilibri o tornar a l'equilibri i a la salut mitjançant la comprensió de les lleis d'aquestes forces naturals. L'home és un microcosmos que reflecteix un macrocosmos més gran. Els principis del yin i el yang, els cinc elements, els factors ambientals del vent, la humitat, calor i fred, etc., que formen part del macrocosmos s'apliquen igualment al microcosmos humà.

## Data de la composició
L'obra està datada en general, pels estudiosos, d'entre finals del període dels Regnes Combatents (475-221 aC) i el període Han primerenc (206 aC-220 dC).
Celestial Lancets (1980, per Joseph Needham i Lu Gwei-Đen) afirma que el consens de l'opinió acadèmica és que el  Suwen pertany al segle ii aC, i cita proves que el  Suwen  és anterior a la primera de les històries naturals farmacèutiques, la 神農本草經 Shennong Bencao Jing (Clàssic de la Matèria Mèdica del Diví Llaurador). Així suggereixen que són paral·lels amb la literatura del tercer i quart segle BCE que sorgeixi algun dubte pel que fa a si la  Suwen  podria ser millor atribuïda al segle iii aC, la qual cosa implica que certes porcions poden ser d'aquesta data. El paper dominant de les teories del yin / yang i els cinc elements juguen en la fisiologia i la patologia indica que aquestes teories mèdiques no són més antigues de cap a 320 aC.
L'historiador de la ciència Nathan Sivin (Universitat de Pennsylvania) és de l'opinió (1998) que la  Suwen  i  Lingshu  probablement daten del segle I aC. Ell també és de l'opinió que "no hi ha una traducció disponible fiable."
L'erudit alemany Unschuld estableix diversos erudits del segle XX són de l'opinió que el llenguatge i les idees de la  Neijing Suwen  van ser compostes entre 400 aC i 260 CE, i la feina que ha vist grans canvis des de llavors.
Lü Fu (呂複), un crític literari del segle xiv, era de l'opinió que el  Suwen  va ser compilat per diversos autors durant un llarg període. Els seus continguts van ser reunits pels erudits confucians en l'època de la dinastia Han.
Els estudiosos dels textos mèdics excavades Donald Harper, Vivienne Lo i Li Jianmin coincideixen que la teoria mèdica sistemàtica en el  Neijing  mostra una variació significativa de textos trobats a la tomba de Mawangdui (que va ser segellat el 186 abans de la nostra era). A causa d'aiixò, ells consideren el  Neijing  que s'han compilat després dels textos de Mawangdui.